# Jesse Watters

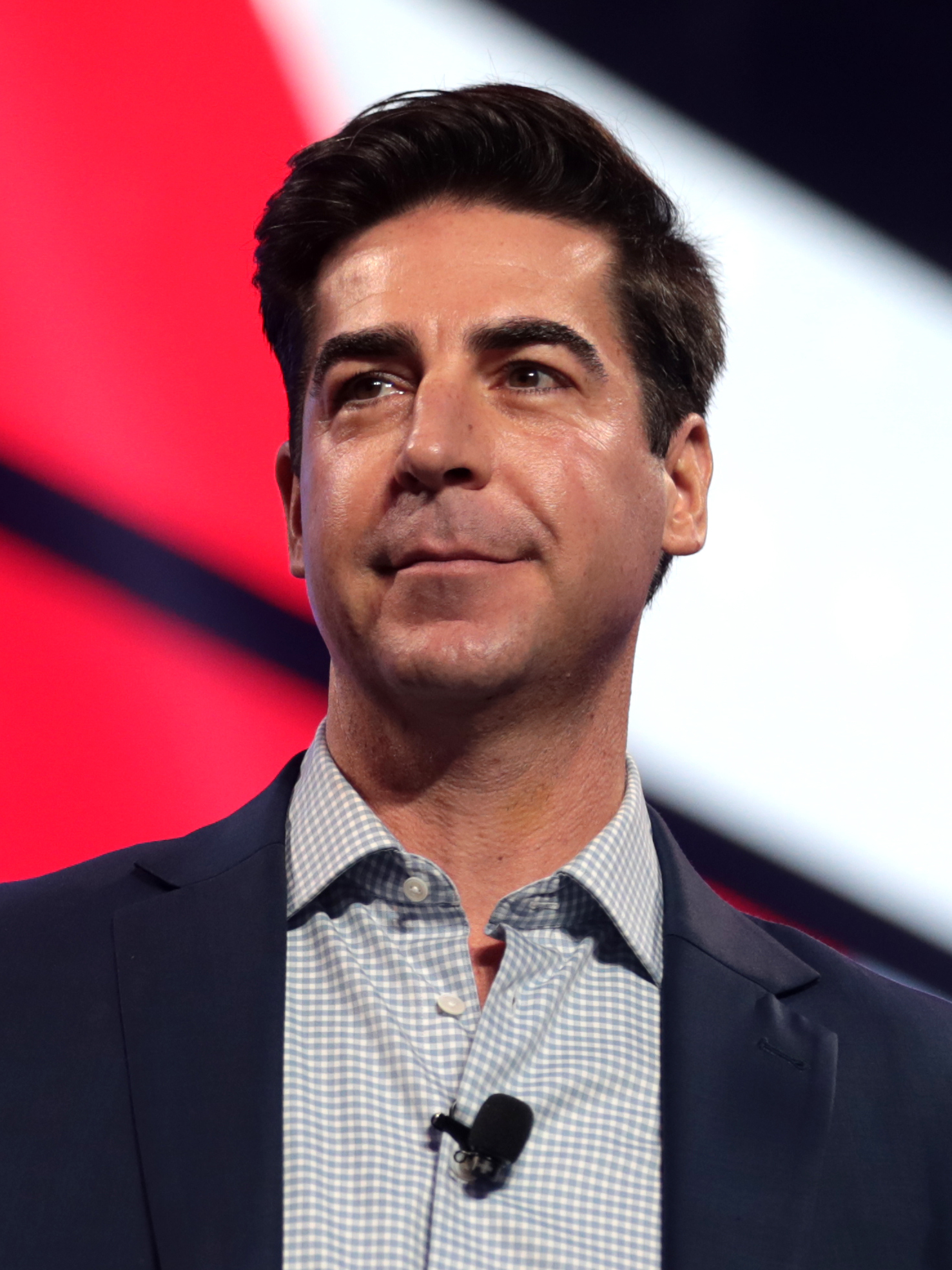
Jesse Watters (2021)

Jesse Bailey Watters (* 9. Juli 1978 in Philadelphia, Pennsylvania) ist ein US-amerikanischer Fernseh-Moderator. Er wurde vor allem für seine Tätigkeit bei dem Nachrichtensender Fox News bekannt. Politisch gilt er als konservativ im Sinne des amerikanischen Politspektrums, mit starken Sympathien für die Republikanische Partei.

## Wirken
Seit 2003 gehörte er zum Produktionsteam der politischen Talkshow The O’Reilly Factor.
Von 2004 bis 2017 trat Watters regelmäßig im Segment Watters’ World der politischen Talkshow The O’Reilly Factor auf, in dem er Menschen auf der Straße zu meist politischen Themen und aktuellen Events interviewte. Im Jahr 2015 bekam Watters’ World einen monatlichen Sendeplatz auf Fox News. Zu Beginn 2017 wurde die nun einstündige Sendung dann ebenda wöchentlich am Samstagabend ausgestrahlt, bis diese im Januar 2022 durch das Format Jesse Watters Primetime abgelöst wurde, welches unter der Woche täglich gesendet wird. Im März 2017 interviewte er den 45. US-Präsident Donald Trump an Bord der Air Force One. Außerdem ist Watters Moderator der Fernsehsendung The Five, die werktags ebenfalls auf Fox News ausgestrahlt wird.
Ab Mitte Juli 2023 übernahm Watters den Zeitslot des im April 2023 bei Fox News entlassenen Tucker Carlson.

## Positionen
Watters gilt als kontroverse Figur mit konservativer Haltung, die wiederholt mit Äußerungen Kritik auslöste. Im Guardian wird er beschrieben als „ein Polemiker im Stile Carlsons, der die Mainstream-Medien oft mit harschen, unsensiblen oder möglicherweise rassistischen Bemerkungen ködert“, auch wenn er wohl „weniger auf die rechtsextreme Politik fokussiert sei“ als dieser. 2021 äußerte Watters, normale Menschen sollten Anthony Fauci, der zu dieser Zeit während der COVID-19-Pandemie der medizinische Berater von US-Präsident Joe Biden war und bereits zuvor Todesdrohungen erhalten hatte, aus dem Hinterhalt angreifen und ihm „den Todesstoß zu versetzen“. Regelmäßig beschimpft er Obdachlose; im Juni 2023 nannte er sie „Fleischsäcke, die auf dem Bürgersteig mutieren“. Auch nannte er San Francisco ein „Fentanyl-Kalifat“, das es den Obdachlosen erlaube, „zu vergewaltigen, zu rauben und zu stehlen“.
Nachdem bekannt wurde, dass die einflussreiche, politisch progressive Sängerin Taylor Swift und der Football-Profi Travis Kelce der Kansas City Chiefs eine Beziehung führen, sagt Watters, diese „stammt aus dem Labor“ und sei von der „Pentagon Psychological Operations Unit“ arrangiert, um die Präsidentschaftswahl in den USA zu beeinflussen. Damit griff er zusammen mit weiteren Fox-News-Moderatoren eine im Internet kursierende Verschwörungstheorie auf, die Demokraten wollten den Chiefs den Super Bowl zuschustern, um sich Swift gewogen zu halten.
Im Juli 2024 erklärte im Kontext der Präsidentschaftskandidatur von Kamala Harris, er frage sich, wie man als Mann die Demokratische Partei wählen könne. Sie sei „nicht die Partei der Tugend, der Sicherheit, der Stärke und definitiv nicht die Partei der Familie. Und ein Mann zu sein und dann für eine Frau zu stimmen, nur weil sie eine Frau ist, ist entweder kindisch - diese Person hat Mutterkomplexe - oder sie versucht nur, von anderen Frauen akzeptiert zu werden.“ Anschließend behauptete er, er habe kürzlich gehört „dass ein Mann, der eine Frau wählt, sich tatsächlich in eine Frau verwandelt“, und berief sich für diese Aussage auf nicht näher spezifizierte Wissenschaftler.
Nachdem Kanada im Vorfeld der Präsidentschafts-Übernahme Donald Trumps dessen Ansinnen, Kanada solle durch Fusion der 51. Bundesstaat der USA werden, entschieden zurückgewiesen hatte, sagte Watters: „Die Tatsache, dass sie nicht wollen, dass wir sie übernehmen, macht mir Lust, einzumarschieren.“